# 11e étape du Tour de France 2008
Pour un article plus général, voir Tour de France 2008.
La 11e étape du Tour de France 2008 s'est déroulée le 16 juillet. Le parcours de 167,5 km reliait Lannemezan à Foix.

## Profil de l'étape
Au lendemain du premier jour de repos, les coureurs effectuent 167,5 km entre Lannemezan et Foix. Les premiers kilomètres dans le département des Hautes-Pyrénées puis dans la Haute-Garonne sont relativement plats. Le premier sprint intermédiaire est situé à Saint-Bertrand-de-Comminges. La première côte référencée de l'étape est le col de Larrieu (3e catégorie), au 50e kilomètre. Le parcours redevient plat ensuite, passant par les sprints de Prat-Bonrepaux et Saint-Girons dans l'Ariège. La principale difficulté du jour est le col de Portel (1re cat.), qui s'élève à 1 432 mètres d'altitude à 57 km de l'arrivée. Une dernière côte, le col del Bouich (3e cat.), est située à 22 km de Foix.

## La course
Onze coureurs s'échappent au km 35: Kurt Asle Arvesen (CSC), Fabian Wegmann (GST), Alessandro Ballan (LAM), Alexandre Botcharov, Dmitriy Fofonov (C.A), Gert Steegmans (QST), Martin Elmiger (ALM), Koos Moerenhout (RAB), Marco Velo (MRM), Benoît Vaugrenard (FDJ) et Amaël Moinard (COF). Ils sont rejoints au km 45 par Filippo Pozzato (LIQ) et Pierrick Fédrigo (BTL). L'écart atteint 15 minutes au pied de la montée vers le col du Portel, le groupe a alors perdu Steegmans. Amaël Moinard s'échappe dans la montée du col, il franchit le sommet avec 1 min 50 s d’avance. Óscar Pereiro (CSC) s'est aussi détaché dans la montée et parvient au sommet avec 1 min 55 s d’avance sur le peloton. Cette échappée de Pereiro provoque une accélération du peloton, par suite l'avance de Moinard diminue rapidement, elle est réduite à 20 secondes à 15 km de l'arrivée puis il est rejoint à 4 km de la ligne d'arrivée. Elmiger et Arvesen se détachent et sont rejoints par Ballan, alors que Moerenhout les suit de près. Arvesen remporte le sprint avec une avance infime sur Elmiger.

## Sprints intermédiaires
| Premier   | Leonardo Duque | 6 pts. |
| Deuxième  | Thor Hushovd   | 4 pts. |
| Troisième | Óscar Freire   | 2 pts. |

| Premier   | Filippo Pozzato | 6 pts. |
| Deuxième  | Marco Velo      | 4 pts. |
| Troisième | Koos Moerenhout | 2 pts. |

## Côtes
| Premier   | Alexandre Botcharov | 4 pts. |
| Deuxième  | Pierrick Fédrigo    | 3 pts. |
| Troisième | Alessandro Ballan   | 2 pts. |
| Quatrième | Amaël Moinard       | 1 pts. |

| Premier   | Amaël Moinard     | 15 pts. |
| Deuxième  | Dmitriy Fofonov   | 13 pts. |
| Troisième | Pierrick Fédrigo  | 11 pts. |
| Quatrième | Alessandro Ballan | 9 pts.  |
| Cinquième | Fabian Wegmann    | 8 pts.  |
| Sixième   | Benoît Vaugrenard | 7 pts.  |
| Septième  | Kurt Asle Arvesen | 6 pts.  |
| Huitième  | Filippo Pozzato   | 5 pts.  |

| - 3. Col del Bouich, 3e catégorie (kilomètre 145) \| Premier \| Amaël Moinard \| 4 pts. \| \| Deuxième \| Alessandro Ballan \| 3 pts. \| \| Troisième \| Kurt Asle Arvesen \| 2 pts. \| \| Quatrième \| Marco Velo \| 1 pts. \| |                   |        |
| Premier | Amaël Moinard     | 4 pts. |
| Deuxième | Alessandro Ballan | 3 pts. |
| Troisième | Kurt Asle Arvesen | 2 pts. |
| Quatrième | Marco Velo        | 1 pts. |

## Classement de l'étape

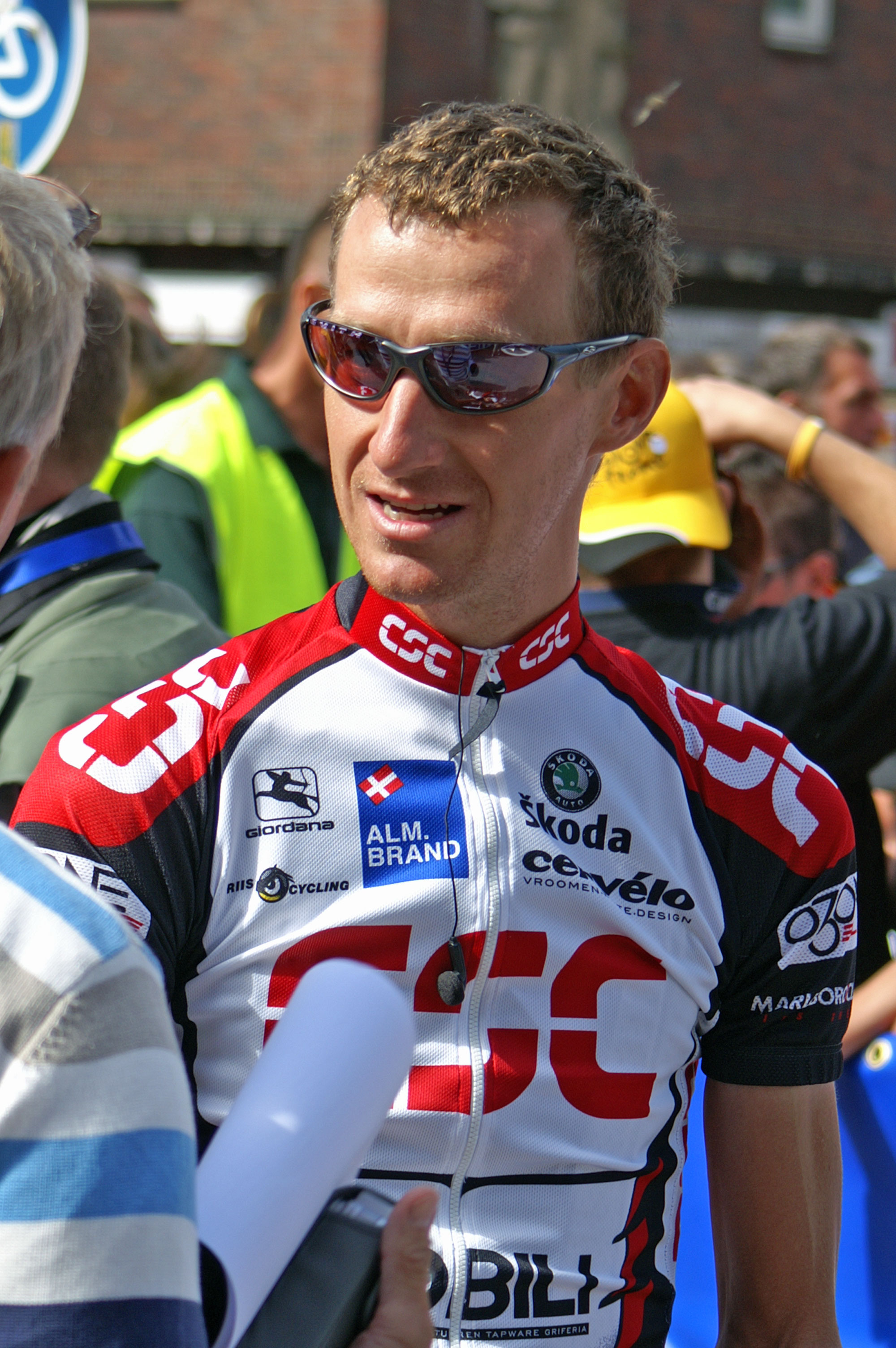
Kurt Asle Arvesen en 2005

| Classement de la 11e étape | Classement de la 11e étape | Classement de la 11e étape | Classement de la 11e étape | Classement de la 11e étape |
|                            | Coureur                    | Pays                       | Équipe                     | Temps                      |
| -------------------------- | -------------------------- | -------------------------- | -------------------------- | -------------------------- |
| 1er                        | Kurt Asle Arvesen          | NOR                        | Team CSC Saxo Bank         | en 3 h 58 min 13 s         |
| 2e                         | Martin Elmiger             | SUI                        | AG2R-La Mondiale           | m.t.                       |
| 3e                         | Alessandro Ballan          | ITA                        | Lampre                     | m.t.                       |
| 4e                         | Koos Moerenhout            | NED                        | Rabobank                   | + 02 s                     |
| 5e                         | Alexandre Botcharov        | RUS                        | Crédit agricole            | + 11 s                     |
| 6e                         | Pierrick Fédrigo           | FRA                        | Bouygues Telecom           | + 14 s                     |
| 7e                         | Filippo Pozzato            | ITA                        | Liquigas                   | + 14 s                     |
| 8e                         | Benoît Vaugrenard          | FRA                        | Française des jeux         | + 14 s                     |
| 9e                         | Fabian Wegmann             | GER                        | Gerolsteiner               | + 14 s                     |
| 10e                        | Marco Velo                 | ITA                        | Team Milram                | + 14 s                     |
| modifier                   |                            |                            |                            |                            |

## Classement général
| Classement général | Classement général    | Classement général | Classement général  | Classement général  |
|                    | Coureur               | Pays               | Équipe              | Temps               |
| ------------------ | --------------------- | ------------------ | ------------------- | ------------------- |
| 1er                | Cadel Evans           | AUS                | Silence-Lotto       | en 46 h 42 min 13 s |
| 2e                 | Fränk Schleck         | LUX                | Team CSC Saxo Bank  | + 01 s              |
| 3e                 | Christian Vande Velde | USA                | Garmin Chipotle     | + 38 s              |
| 4e                 | Bernhard Kohl         | AUT                | Gerolsteiner        | + 46 s              |
| 5e                 | Denis Menchov         | RUS                | Rabobank            | + 57 s              |
| 6e                 | Carlos Sastre         | ESP                | Team CSC Saxo Bank  | + 1 min 28 s        |
| 7e                 | Kim Kirchen           | LUX                | Team Columbia       | + 1 min 56 s        |
| 8e                 | Juan José Cobo        | ESP                | Saunier Duval-Scott | + 2 min 10 s        |
| 9e                 | Riccardo Riccò        | ITA                | Saunier Duval-Scott | + 2 min 29 s        |
| 10e                | Vladimir Efimkin      | RUS                | AG2R-La Mondiale    | + 2 min 32 s        |
| modifier           |                       |                    |                     |                     |

## Classements annexes

### Classement par points
| Classement par points | Classement par points | Classement par points | Classement par points | Classement par points |
| --------------------- | --------------------- | --------------------- | --------------------- | --------------------- |
|                       | Coureur               | Pays                  | Équipe                | Point(s)              |
| 1er                   | Óscar Freire          | ESP                   | Rabobank              | 138 points            |
| 2e                    | Kim Kirchen           | LUX                   | Team Columbia         | 128 pts               |
| 3e                    | Thor Hushovd          | NOR                   | Crédit agricole       | 117 pts               |
| modifier              |                       |                       |                       |                       |

### Classement de la montagne
| Classement du meilleur grimpeur | Classement du meilleur grimpeur | Classement du meilleur grimpeur | Classement du meilleur grimpeur | Classement du meilleur grimpeur |
| ------------------------------- | ------------------------------- | ------------------------------- | ------------------------------- | ------------------------------- |
|                                 | Coureur                         | Pays                            | Équipe                          | Point(s)                        |
| 1er                             | Riccardo Riccò                  | ITA                             | Saunier Duval-Scott             | 77 points                       |
| 2e                              | David de la Fuente              | ESP                             | Saunier Duval-Scott             | 65 pts                          |
| 3e                              | Sebastian Lang                  | GER                             | Gerolsteiner                    | 57 pts                          |
| modifier                        |                                 |                                 |                                 |                                 |

### Classement du meilleur jeune
| Classement général du meilleur jeune | Classement général du meilleur jeune | Classement général du meilleur jeune | Classement général du meilleur jeune | Classement général du meilleur jeune |
|                                      | Coureur                              | Pays                                 | Équipe                               | Temps                                |
| ------------------------------------ | ------------------------------------ | ------------------------------------ | ------------------------------------ | ------------------------------------ |
| 1er                                  | Riccardo Riccò                       | ITA                                  | Saunier Duval-Scott                  | en 46 h 44 min 42 s                  |
| 2e                                   | Vincenzo Nibali                      | ITA                                  | Liquigas                             | + 1 min 49 s                         |
| 3e                                   | Maxime Monfort                       | BEL                                  | Cofidis                              | + 4 min 18 s                         |
| modifier                             |                                      |                                      |                                      |                                      |

### Classement par équipes
| Classement par équipes | Classement par équipes | Classement par équipes | Classement par équipes |
|                        | Équipe                 | Pays                   | Temps                  |
| ---------------------- | ---------------------- | ---------------------- | ---------------------- |
| 1re                    | Team CSC Saxo Bank     | Danemark               | en 139 h 48 min 59 s   |
| 2e                     | AG2R-La Mondiale       | France                 | + 4 min 49 s           |
| 3e                     | Saunier Duval-Scott    | Espagne                | + 10 min 11 s          |
| modifier               |                        |                        |                        |

### Combativité
Amaël Moinard (Cofidis)

## Abandon
Paolo Longo Borghini (Barloworld)
 Félix Cárdenas (Barloworld)

## Exclu
Moisés Dueñas, contrôlé positif à l'EPO (Barloworld)